# Adolf Gross
Adolf Gross (26. července 1862 Krakov – 26. září 1936 Krakov) byl rakouský židovský právník, novinář a politik z Haliče, na počátku 20. století poslanec Říšské rady.

## Biografie
Vystudoval gymnázium v Krakově a práva na Jagellonské univerzitě. Univerzitu vystudoval v letech 1880–1888. Jako student byl aktivní v radikálních spolcích.
Politicky se angažoval, byl činný i jako novinář. Od roku 1890 měl samostatnou advokátní kancelář. V letech 1895–1896 financoval krakovské noviny Dziennik Krakowski, od roku 1901 sociálně demokratický Naprzód.
Pocházel z židovské rodiny. Gross se v politické činnosti profiloval jako představitel svébytného židovského tábora, který odmítal jak asimilační koncept celkové polonizace židů, tak sionismus. Působil coby předseda politické strany Demokratická strana nezávislých židů (Demokratische Partei der Unabhängigen Juden, Partia Niezależnych Żydów). Podle jiného zdroje byl od konce 90. let 19. století členem Polské sociálně demokratické strany Haliče a Slezska a od roku 1901 předsedou Demokratické strany nezávislých židů coby autonomní sekce polské sociální demokracie. Patřil mezi blízké přátele polského sociálně demokratického předáka Ignacy Daszyńského. Finančně podporoval sociálně demokratický list Naprzód. Šlo o výraz dočasného spojenectví mezi polskými socialisty a krakovskou židovskou komunitou. Demokratická strana nezávislých židů vznikla koncem 19. století. Díky silnému lokálnímu vlivu této strany byly v Krakově méně výrazné pozice sionistů. Gross vedl redakci malého listu Tygodnik, který využil i v kampani roku 1907. Zasedal v krakovské obecní radě. Jejím členem byl od roku 1902. Zároveň byl v letech 1902–1903 a 1907–1909 činný i v židovské náboženské obci.
Působil také coby poslanec Říšské rady (celostátního parlamentu Předlitavska), kam usedl ve volbách do Říšské rady roku 1907, konaných poprvé podle všeobecného a rovného volebního práva. Byl zvolen za obvod Halič 12. Mandát obhájil ve volbách do Říšské rady roku 1911. V době svého působení v parlamentu je profesně uváděn jako advokát v Krakově.
Po volbách roku 1907 se na Říšské radě uvádí jako nezařazený poslanec. Po volbách roku 1911 byl členem poslaneckého Polského klubu. Před volbami roku 1907 veřejně odmítl, že by v případě svého zvolení usedl do parlamentního Polského klubu. Ovšem po volbách roku 1911 tak nakonec přesto učinil.
V roce 1918 působil v polské likvidační komisi. V meziválečném Polsku se angažoval v Svazu Poláků mojžíšského vyznání.
Jeho bratrem byl právník a politik Daniel Bernard Gross (1866–1942).